# Partenocarpia
La partenocarpia è una forma di sviluppo dei frutti di alcune specie o varietà vegetali in assenza di fecondazione, per cui questi risultano essere privi di semi; i frutti senza semi vengono detti frutti apireni.

## Definizione
La partenocarpia non è un fenomeno diffuso poiché, se lo scopo del frutto è quello di permettere la riproduzione della pianta, la generazione di un frutto privo di semi appare assai paradossale; in assenza di fecondazione, infatti, la condizione fisiologica normale prevede l'aborto del fiore o del frutto interessati. La produzione e l'accrescimento di un frutto partenocarpico (in assenza, quindi, di impollinazione del corrispondente fiore) sono invece permessi dalla presenza, nella pianta, di un ormone vegetale, la gibberellina, che consente comunque la maturazione del frutto.

## Agenti causali
La partenocarpia può riguardare un'intera specie o, più spesso, solo alcune varietà o mutazioni di essa. Le motivazioni a monte della partenocarpia di una cultivar sono molteplici e possono essere racchiuse in cause:
- Morfologica: anomalie nella formazione della struttura fiorale e del polline
- Citologica: errori durante i processi di meiosi (gameti aneuploidi, triploidi)
- Fattoriale: fiore e polline funzionali, ma non in grado di germinare sulla stessa cultivar (auto-incompatibilità) o di altre cultivar (inter-incompatibilità).

## Impiego in agricoltura
Nonostante il processo partenocarpico sia certamente una degenerazione del sistema riproduttivo vegetale, le piante da frutto partenocarpiche sono, a volte, preferite in agricoltura, sia per l'assenza dei semi nei corrispondenti frutti (ad es., il banano), sia per la possibilità, da esse offerta, di produrre frutti senza dover supportare un processo riproduttivo, a volte, complesso e difficile, a volte, in alcune condizioni, addirittura impossibile (ad es., il fico).
La partenocarpia può essere completa (il fiore non viene mai fecondato), o parziale (il fiore può essere fecondato ma, se non lo è, il corrispondente frutto matura ugualmente); in questo ultimo caso rientra il caso delle Clementine (Citrus × clementina Yu.Tanaka, 1954) dove questa cultivar risulta essere auto-sterile e solo se riceve polline esterno allora presenterà frutti con i semi, altrimenti saranno apireni..
La partenocarpia completa è spesso dovuta a concomitante Poliploidia, venendo, con quest'ultima, completamente compromessa la possibilità di riproduzione sessuale. I frutti prodotti da piante che manifestano partenocarpia completa, inoltre, presentano tutti le medesime caratteristiche.
Nelle piante che manifestano partenocarpia parziale, invece, avviene frequentemente che l'aspetto, il sapore, la forma o altre caratteristiche dei frutti siano diverse a seconda che questi siano prodotti o no da fecondazione del corrispondente fiore; tipici di questo caso sono il fico ed il kako.
Esempi tipici di frutti partenocarpici, come detto, sono alcune varietà di Kaki (Diospyros kaki), di fico (Ficus carica), di vite (vitis vinifera) e di ananas e tutti i tipi e le specie di banane commercializzate. In particolare, nelle banane, i piccoli e quasi invisibili puntini scuri situati nella parte centrale non sono altro che ciò che resta dei semi "abortiti"; è chiaro che le banane botaniche che hanno centinaia di semi di apprezzabile dimensione lungo tutto il frutto non potrebbero, per questa loro caratteristica, essere agevolmente consumate allo stesso modo di quelle commerciali e, per questo motivo, non vengono messe in commercio.